# سليمان حلمي طوناخان
سليمان حلمي توناخان شخص متميز في إسلامه في إرشاده في شجاعته، عمل في خدمة الإسلام طوال حياته التي بلغت إحدى وسبعين عاما من عام 1888 وحتى 1959م. جده هو “الحافظ قيماق” وأسرته تنتسب إلى الجد الأكبر إدريس بك الذي ينتسب لرسول الله . كان السلطان الفاتح أثناء خلافته يبحث عمن يرجع نسبه إلى الرسول ولا يزال على قيد الحياة، وحينما وجد إدريس بك زوجه أخته ونصبه خانا أي أمير على منطقة “الطونا” (الدانوب) ولذلك أصبح لقبه طوناخان وكلفة بجباية الضرائب وبقي إدريس في منصبه هذا وخلفه من بعده أحفاده حتى جاء عثمان بك والد سليمان أفندي وقد كانوا جميعا من أهل العلم. أبو سليمان أفندي هو عثمان أفندي الذي درس في إستانبول وعُيِّن مدرسا في مدرسة “ساطرلي” تزوج عثمان أفندي وأنجب أربعة من الذكور وهم فهمي وإبراهيم وخليل وشيخنا سليمان.

## المراحل الأولى في حياة سليمان
ولد سليمان بقرية “فرحاتلر” التابعة “لسليسترة” عام 1888 في بلغاريا ودخل مدرسة ساطرلي مع باقي إخوته وكان والده مدرسا فيها. تميز بالنبوغ منذ الصغر لذا بعد أن أتم الدراسة الابتدائية والإعدادية في مدرسة “سليسترة” أرسله والده إلى إستانبول لاستكمال الدراسة ونصحه بثلاث نصائح وهي:
- أن يكون مقتصدا لا يبذر ماله
- أن يبذل جهده ليتمكن من علم الأصول

إلتحق بمدرسة الفاتح وعاش في البدروم حيث لا ضوء ولا نافذة وكان يدرس على يد الشيخ “أحمد أفندي البفراوي” الذي أحبه كثيرا وقد شد سليمان حلمي انتباه الجميع لفرط ذكائه وحبه للدراسة والعلم حتى أن الشيخ أراد أن يزوجه ابنته ولكنها توفيت أثر حادث، وبعد ذلك تزوج من امرأة صالحة تدعى خديجة وبعد التخرج التحق بمدرسة “دار الخلافة العالية” سنة 1913 وكان من الأوائل ونجح في امتحان القضاء وكان ترتيبه الأول وعين قاضيا “بقسطموني” ولكن والده أرسل له رسالة يقول فيها “يا سليمان أعلم أنني لم أرسلك إلى إستانبول لتكون في النار” وكان والده هنا يذكره بحديث الرسول “قاضيان في النار وقاضي في الجنة” - رواه أبو داود والترمذي وابن ماجه - وسعد والده عندما عرف أن سليمان لا يرغب في منصب القضاء ولن يستمر فيه. بلغ سليمان من الاهتمام بالعلم أنه كان يقاوم النوم حتى تنزف عينيه وكان يحتسي القهوة حتى لا يغلبه النعاس وفي الشتاء يضع الثلج بين قميصه وظهره حتى يظل مستيقظا.
تخرج من مدرسة السليمانية بإستانبول فرع التفسير والحديث عام 1919 كما حصل على شهادة القضاة فأصبح مدرسا عاما، كذلك درس القانون الروماني والبحري والتجاري والقانون الدولي المقارن مع الشريعة الإسلامية في كلية السليمانية، قام بالتدريس عام 1921 ولكن حياته التدريسية لم تستمر حيث انتهت بإغلاق المدارس الدينية حسب القانون الذي صدر في عهد أتاتورك عام 1924م. بلغ الكرم أنه كان يطعم رجال الشرطة الذين جاءوا للقبض عليه حتى أن بعضهم أصبحوا من تلاميذه وكذلك كان شديد العطف على تلاميذه حتى أنه كان يذهب بهم للطبيب في حال مرض أحدهم. وكذلك كان يحب النكتة الوقورة ويلقيها على طلابه وأهل بيته.

## أحداث فاصلة
وقع الانقلاب العثماني عام 1909 وهو ما يزال طالب في المدرسة فكان من معارضي الانقلاب ومن مؤيدي الخلافة وكان يرفض كل ما له علاقة بالتغريب، وخلال خمس سنوات فقط حدثت أحداث فاصلة في تاريخ الأمة وهي تكوين مجلس الأمة الكبير، إلغاء السلطنة وانتهاء الدولة العثمانية ونفي السلطان محمد وحيد الدين وإعلان الجمهورية وتنفيذ قانون توحيد التدريس أو توحيد المدارس.
كانت المدارس الدينية تضم 520 مدرسا وكان لا بد من إيجاد وظائف بديلة مثل أئمة في المساجد أو وعاظا أو إحالتهم إلى التقاعد، واصل سليمان خدماته الإسلامية والتعليمية فعمل واعظا في مساجد السلطان أحمد والسليمانية والجامع الجديد وشهرزادة باشي وقاسم باشا وكثير من المساجد الأخرى حتى أنه يكاد لا يوجد مسجد في إستانبول لم يدخل سليمان حلمي. وكان يعلم طلابه في الخفاء خوفا من اضطهاد الحكومة بعد صدور قانون توحيد المدارس واجتهد في ذلك اجتهادا عظيما حتى أنه كان يدفع أجر لتلاميذه ليتعلموا واتبع في سبيل تعليمهم الكثير من المشاق حيث كان يقوم بتغيير أماكن التعليم باستمرار هربا من رجال الشرطة، حتى أنه قال لتلاميذه ذات مرة “علمتكم ونقلتكم من مكان إلى مكان كالقطة التي تنقل صغارها” وكان يستأجر مزرعة “قاباقجا” ويخبئ طلابه في زي العمال يزرعون الأرض في الصباح ويدرسون في المساء وحينما تكتشف الشرطة أمرهم يهربون إلى مكان آخر. وكان التلاميذ بدورهم يفتحون دور للقرآن أينما ذهبوا لتنتشر التربية الإسلامية في كل البلاد.
شهدت تركيا في العهد الجمهوري عدة إجراءات اتخذها أتاتورك لإزالة أي أثر إسلامي أو تراث قديم للدولة العثمانية بهدف فصل الدين عن الدول حتى أن “رجب بكار” رئيس الوزراء في ذلك الوقت اعتبر أن تدريس العلوم الدينية الإسلامية سم قاتل. في 3 مارس 1924 صدر قانون يقضي بإحالة كافة المؤسسات التعليمية التابعة للوزارات المختلفة إلى وزارة التعليم القومي وهو قانون توحيد المدارس الذي يهدف إلى تركيز السيطرة العلمية في سلطة واحدة وكان الإمام سليمان ضد هذا القانون حيث تم إغلاق 465 مدرسة علمية و 29 مدرسة من مدارس الأئمة والخطباء وكان التعليم الديني يقابل بأقصى العقوبات.
تعرض الإمام للاعتقال أول مرة 1939 حيث أخذته الشرطة من منزله واعتقلته 3 أيام تعرض خلالها للتعذيب داخل زنزانته إلى جانب إقالته من الوعظ وفي السجن تعرض للكثير من أنواع التعذيب حيث كان يُمنع من النوم وترش الغرفة بصفائح المياه وأصيب بالروماتيزم نتيجة ذلك. في عام 1936 علمت الشرطة باستئجاره مزرعة “خالد باشا” ليقوم بالتدريس فيها فهرب منها إلى قمة جبل “قوش قايا” بجبال سترانجه ولكن الشرطة لحقت به وقبضت عليه.

## أحداث منمن
في يوم الجمعة توجه بعض الرجال إلى المسجد الكبير وأخذ أحدهم السيف من يد الخطيب وصرخ “أنا المهدي” وصار آخرون يهتفون “جاء مهدينا” فعمت الفوضى وأخذ شرطي يطلق النار في الهواء فتفرق الجمع وانفضت الجمعة وصدرت الصحف في اليوم التالي معلنة “ظهور الرجعية” وتم اعتقال سليمان حلمي وزوج إبنته وسيقوا إلى سجن كوتاهيه لمدة 59 يوم ثم خرج بعدها.

## المدارس السليمانية
في عام 1949 قامت الحكومة بفتح المدارس الدينية وذلك نتيجة ضغط المسلمين وتحقق حلم سليمان حلمي وصار التعليم يدرس في مدارس رسمية ويرجع تاريخ افتتاح أول مدرسة لتحفيظ القرآن التابعة للإمام سليمان عام 1951 ولكن بشكل غير رسمي ولكن تم الافتتاح الرسمي عام 1952 وقد كان الإمام شديد الحرص على فتح المدارس في الأناضول وكان يسجد شكرا لله عندما يعرف بخبر افتتاح مدرسة جديدة وخلال ذلك الوقت أقامت رئاسة الشئون الدينية مسابقات للوعظ والإفتاء وكان طلاب سليمان دائما المتفوقين في هذه المسابقات مما دفع رئيس الشئون الدينية وكبار الرسميين فيها أن يقوموا بزيارة سليمان لرؤيته والتعرف عليه، وقد شغل تلاميذ سليمان أعلى المناصب الدينية في البلاد ومنهم “حسني يلماز” الذي كان مفتيا لمدينة “باليكسير” وعمره ثمانية عشر عاما. من الأمور التي أدهشت الجميع في مدارس سليمان حلمي طريقة تعليم العلوم القرآنية في وقت قصير وعلى أكمل وجه، وكان طريقة تدريس سليمان حلمي مختلفة عن باقي المدارس وتتخلص في التطبيق الذي يساعد على تنشيط الطالب باستمرار حيث يطلب من الطالب أن يقرأ الدرس بنفسه وتكون مهمة المدرس إكمال النواقص فيكتسب الطالب الثقة وتصبح المادة أكثر رسوخا. شغله التدريس عن التأليف باستثناء تأليف كتاب واحد بعنوان “ترتيب جديد وطريقة حديثة في تعليم قراءة حروف وحركات القرآن الكريم”

## وفاته
رغم إصابته بمرض السكر إلا أن ذلك لم يقف حائلا أمام خدمات الشيخ لتلاميذه حيث كان يسافر يوميا متنقلا عبر أربع وسائل للمواصلات للذهاب لطلابه والتدريس لهم، في حياة تميزت بالهروب المستمر من رجال الشرطة ولكنه كان هروبا بدين الله إلى عباد الله حتى تستمر الهوية الإسلامية في تركيا وظل هكذا حتى رحل عن عالمنا في يوم 16 سبتمبر 1959م وقت صلاة المغرب.
طلب رئيس مجلس الأمة في ذلك الوقت “إبراهيم كيراز أوغلو” بدفنه قرب ضريح السلطان محمد الفاتح جده نسبا، فوافق رئيس الوزراء بذلك وفي اليوم التالي توجهت الجموع من كل مكان لحضور مراسم الجنازة وجموع أخرى في مسجد الفاتح انتظار لنعشه وحينما حمله الآلاف من محبيه منعت الشرطة السماح بدفنه وتم دفنه في مقبرة حفرها له رجال الشرطة في “قراجا أحمد” وكان سبب ذلك “نامق كديك” وزير الداخلية وصدق سليمان حلمي حين قال “سيخافون من موتنا كما يخافون من حياتنا”. وحتى اليوم لا يزال الآلاف يترددون على قبره “بقراجا أحمد ويقطف المسلمون الآن في تركيا ثمار جهاده وكفاحه في سبيل إحياء الإسلام وعلومه في بلاد كان مقدرا حسب إرادة البشر أن يقضى على كتاب الله وعلى اللغة العربية والعلوم الإسلامية. وحتى يومنا هذا لم تتوقف طريقة تدريس سليمان حلمي ولا تزال مستمرة في تلاميذه الذين أحبهم وأحبوه وساروا على منهاجه بعد وفاته .